# 1856 en Lorraine
Chronologie de la Lorraine
- 1852
- 1853
- 1854
- 1855
- 1856
- 1857
- 1858
- 1859
- 1860

Cette page est une liste d'événements qui se sont produits durant l'année 1856 en Lorraine.

## Événements

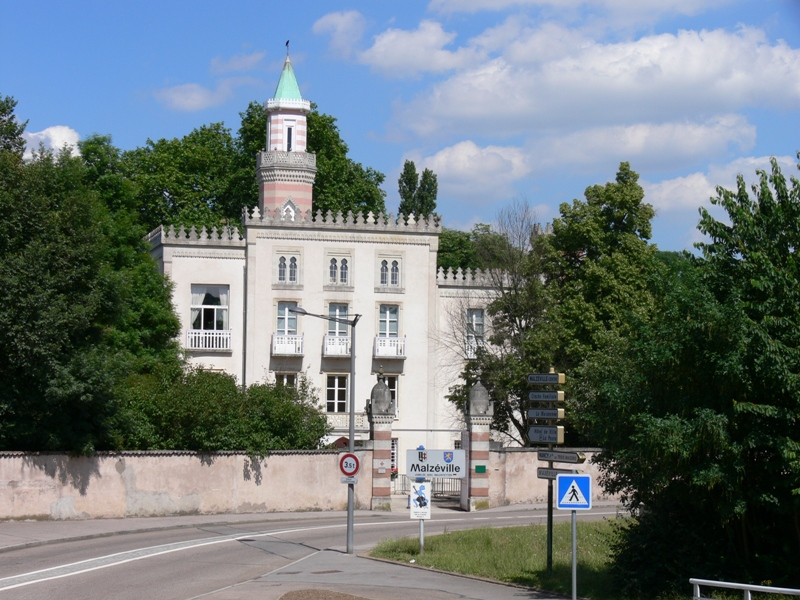
La Douëra

- Fondation de l'usine sidérurgique de Pont-à-Mousson qui se spécialisera 10 ans plus tard dans les tuyaux en fonte[1]. L'usine a été créée en 1856[2],[3] par le négociant Frédéric Mansuy, dans le but d'exploiter le gisement de Marbache dont il vient d'acquérir la concession[4]. Un premier haut-fourneau est mis en service[2]fonctionnant tantôt au bois, tantôt au coke.
- Achèvement des travaux de la Gare de Nancy-Ville[5].
- Ouverture de la  Mine de Ludres[6]
- À la suite de ses voyages en Algérie, Charles Cournault modifie la maison familiale de Malzéville en villa mauresque : la Douëra. Il en assure la décoration intérieure, par ses peintures murales et de plafond, ainsi que par divers objets importés par ses soins[7].

- 27 juillet : extraction de la première tonne de charbon à Petite-Rosselle, dans le puits Saint-Charles. C'est le début de l'extraction industrielle du charbon en Lorraine[1].
- 13 septembre : une tornade de faible intensité touche la commune de Varangéville sans faire de dégâts notables. La vitesse des vents est estimée entre 105 et 135 km par heure[8].

## Naissances

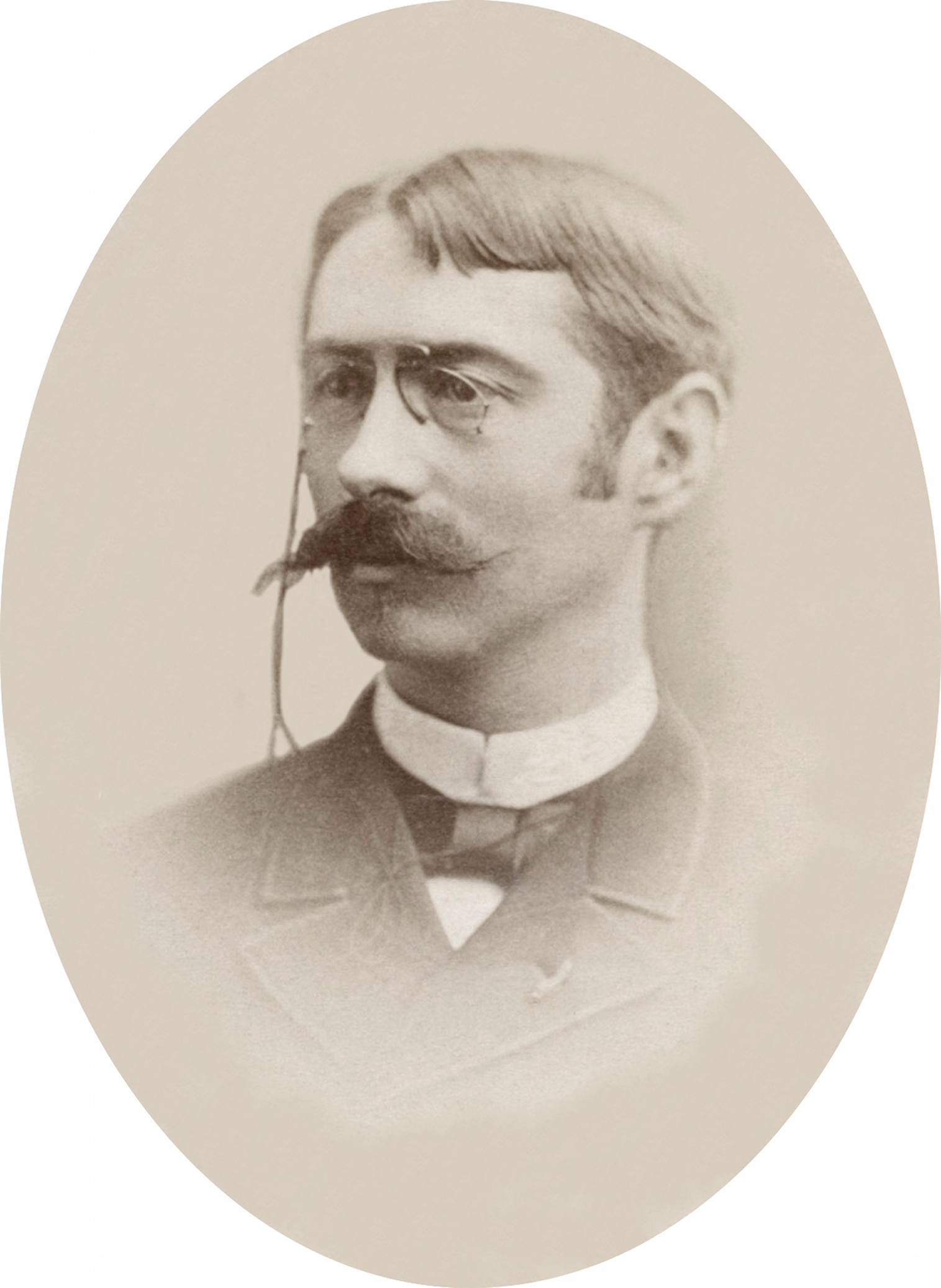
Saladin, Edouard Emile

- 8 janvier à Saint-Nabord : Paul Henri Lecomte, botaniste français, mort le 12 juin 1934 à Paris.
- 2 mai à Metz : René Maizeroy (pseudonyme du baron René-Jean Toussaint), mort en novembre 1918, romancier français[9]. Il a utilisé aussi les pseudonymes Coq-Hardi, Mora, Frascata…[10]
- 13 juillet à Herbéviller : Eugène Vallin, mort à Nancy le 21 juillet 1922[11], architecte et menuisier d'art français.
- 8 août à Montmédy : Jules Sommeillier, homme politique français, mort le 12 novembre 1900 à Norroy-le-Sec.
- 12 août à Nancy : Édouard-Émile Saladin, ingénieur français, mort le 12 février 1917.
- 13 août à Metz : Anthony Gildès, alias Anatole Gleizes (décédé en 1941), comédien français. Il joua des rôles pour le cinéma français de 1916 à 1941.
- 10 septembre à Lunéville : Camille Paris, mort le 25 janvier 1908 à Phú Phong, Bình Định (en) (Protectorat français d'Annam), archéologue et fonctionnaire de l'administration coloniale française.
- 1 décembre  à Réding : Eloy Lévêque (graphie allemande : Eloy Leveque), mort le 7 décembre 1920 à Sarrebourg[12], vétérinaire et homme politique allemand. Il est député d'Alsace-Lorraine au Reichstag de l'Empire allemand de 1912 à 1918.
- 6 décembre à Wuisse : Jean Labroise (1856 - 1921), homme politique lorrain. Il fut député allemand au  Reichstag de 1903 à 1912 et au Landtag d'Alsace-Lorraine de 1911 à 1918.

## Décès
- 6 mai à Bar-le-Duc : Jean Landry Gillon, magistrat et homme politique français né le 10 juin 1788 à Nubécourt .